# 栗毓美
栗毓美（1778年—1840年），字友梅，号樸園，山西浑源人。清朝著名官員。

## 生平
清嘉庆年间拔贡，授任河南温县知县，后迁光州知州、汝宁府、开封府知府、湖北按察使、河南布政使。道光十五年，官至河东河道总督。道光二十年，赠太子太保，谥号恭勤。栗毓美死后，道光帝和栗毓美生前好友林则徐都为他写了祭文，现两篇祭文碑刻俱都保存良好，该地人称“栗家坟”，为全国重点文物保护单位。

## 延伸阅读
[在维基数据编辑]
 《清史稿/卷383》，出自趙爾巽《清史稿》